# ناحیه لیریا

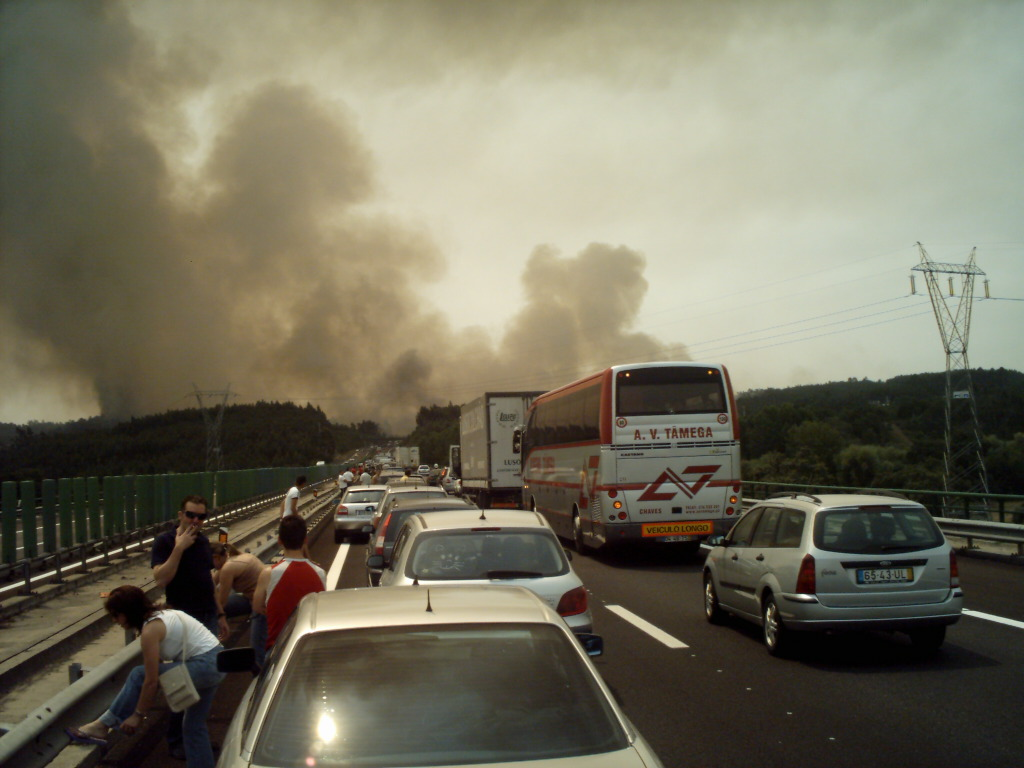
نمایی از ناحیه لیریا در غرب کشور پرتغال - ۲۰۰۶

ناحیه لیریا (به پرتغالی: Distrito de Leiria) یکی از نواحی پرتغال است که در غرب این کشور واقع شده‌است. استان لیریا ۴۵۹٬۴۵۰ نفر جمعیت دارد. مساحت این ناحیه ۳۵۱۵ کیلوکترمربع است.